# ديمون ديفيس
ديمون ديفيس (بالإنجليزية: Damon Davis)‏ هو صانع أفلام وفنان أمريكي، ولد في 1985.

## وصلات خارجية
- الموقع الرسمي
- ديمون ديفيس على موقع IMDb (الإنجليزية)
- ديمون ديفيس على موقع قاعدة بيانات الفيلم (الإنجليزية)